# سیارک ۸۴۲۲۵
سیارک ۸۴۲۲۵ (به انگلیسی: 84225 Verish، نامگذاری:2002RO236) هشتاد و چهار هزار و دویست و بیست و پنجمین سیارک کشف شده‌است که در ۱۲ سپتامبر ۲۰۰۲ کشف شد.